# Sergio II. de Pola
Sergio II. de Pola, auch de Castro Polae oder de Castropola (* ?; † 1344 in Pula), war perpetuo capitano generale, also dauernder und allgemeiner Herr von Pola (heute Pula), einer Stadt und Festung auf der Halbinsel Istrien, im frühen 14. Jahrhundert. Seine Herrschaft begann 1311 und endete endgültig 1331. Er stammte aus dem Adelsgeschlecht der Sergi, das sich nach seinem Herrschaftsgebiet Pola oder Castropola nannte.

## Vorgeschichte

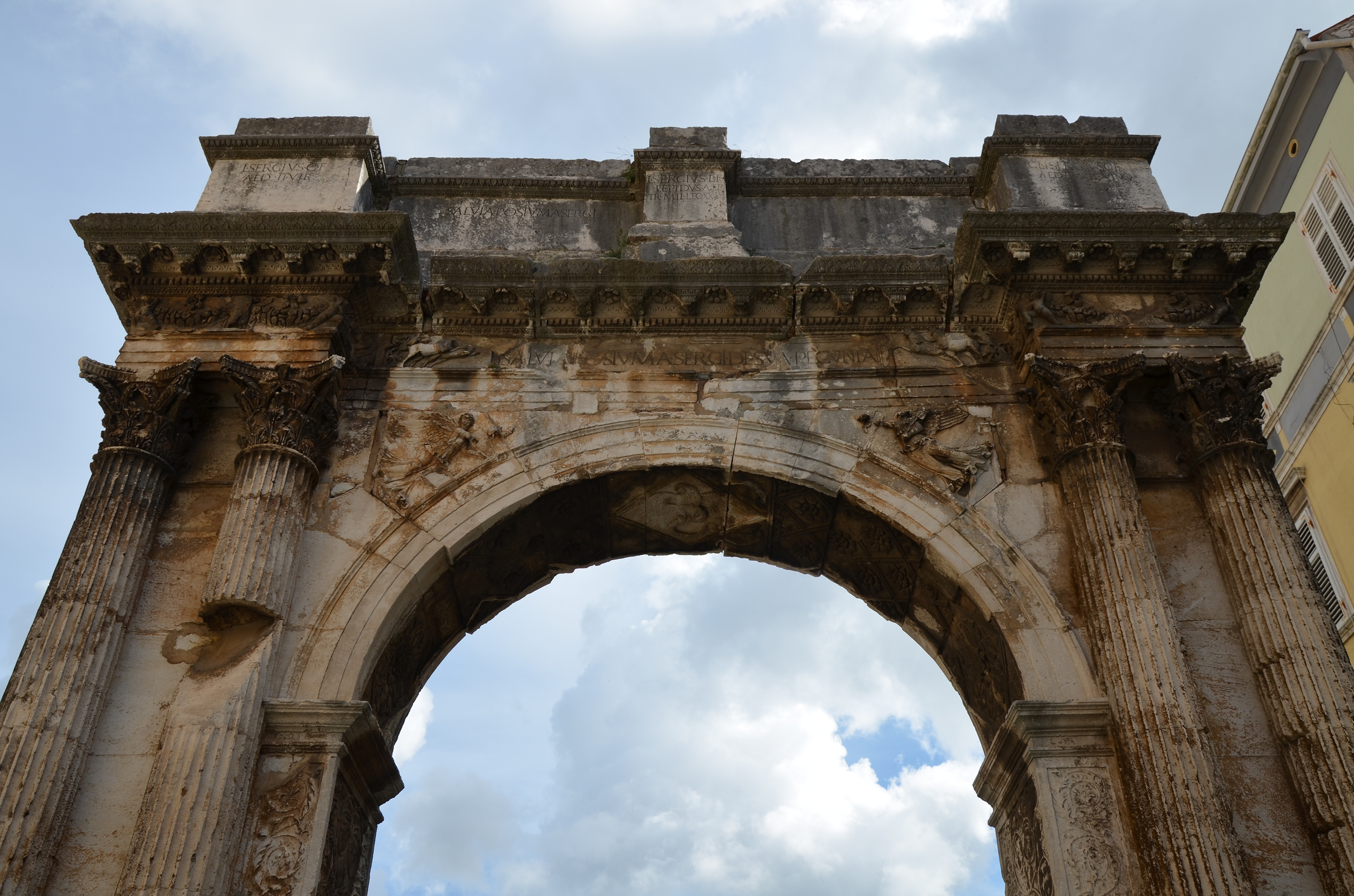
Inschrift auf dem Sergierbogen, der an die Familie erinnert, auf die sich die Sergi über tausend Jahre später zurückführten

Die Familie der Sergi führte sich auf eine bedeutende römische Familie zurück, die in Istrien seit dem ersten vorchristlichen Jahrhundert nachweisbar ist. Damit wurde ein direkter Zusammenhang mit dem Triumphbogen hergestellt, der in Pula nach 30 v. Chr. in Erinnerung an Lucius Sergius Lepidus von seiner Ehefrau („Salvia Postuma des Sergius Gemahlin von ihrem Vermögen“), also nicht vom Staat, errichtet worden war, einem Tribun der Legio XXIX, die nach der Schlacht bei Actium aufgelöst worden war.

Siegel Alberts II. von Görz, 1295

Ein Zweig der Familie etablierte sich in Treviso auf dem oberitalienischen Festland. Spätestens 1232 wurde Nascinguerra I. dei Sergi Gastalde oder Podestà für die Besitztümer des Patriarchen von Aquileia in der Polesana. 1265 wurde Monfiorito dei Sergi aus dem Zweig der Familie, der seinen Schwerpunkt in Pula hatte, von Albert II. von Görz zum Vicarius in Istrien erhoben. Sein Bruder und Nachfolger Nascinguerra II. erhielt dieses Amt 1285 ebenfalls aus der Hand des Grafen von Görz.
1294 überantwortete der Patriarch der Sergi-Familie nicht nur das Amt eines Podestà, sondern auch das eines Capitano del Popolo, womit sie die Aufgabe erhielt, das Gebiet gegen die Ansprüche Venedigs zu verteidigen. Ihre Oberhäupter wurden zugleich Herren Castro Polae also der Stadtfestung, was zu Castropola verkürzt wurde.
Pietro de Castropola, ein Sohn Nascinguerras, wurde 1305 in dieses Amt eingesetzt. Ihm gelang es mit den Mitteln seiner Familie, die Polesana bis 1310 in einer Hand zusammenzufassen. Die Familie erhielt zudem Güter vom Patriarchen, von den Bischöfen von Parenzo und Pula, darüber hinaus von den Grafen von Görz. Die decima, eine Abgabe, die in Rovigno erhoben wurde, diente dem Unterhalt der Familie als eine Art Apanage. Ihre Stellung im Feudalsystem, ihr Vermögen und ihre in Festungsbauten manifestierte Macht etablierten die Sergi als einflussreichste Familie Istriens. Die Partei der Popolaren sträubte sich gegen diese Machtballung, doch zunächst ohne Erfolg.

## Gemeinsame Herrschaft Sergios II. und Nascinguerras IV.
1310 ließ sich Pietro zum Podestà von Pola wählen. Er übernahm den Titel eines Capitano generale und wurde zugleich eine Art Signore, ohne diesen Titel auch formal zu beanspruchen. Er war Oberherr der Stadt und ihres Umlands, des Contado. 1311 verstarben sowohl Pietro als auch Nassinguerra, denen ihre Söhne Nascinguerra IV. und Sergio II. folgten. Diese Phase einer Beinahe-Signoria dauerte bis 1319.
Sie führten gemeinsam den Titel capitanei generales et perpetuales civitatis Polae et districtus. Doch unterschätzten sie die Macht Venedigs, das die Popolaren in der Stadt auf seine Seite zog. Zum Ausbruch des Konflikts kam es, als Venedig, das darauf beharrte, dass alle Waren in der oberen Adria zunächst auf dem venezianischen Markt angeboten werden mussten, bevor an eine Ausfuhr zu denken war (Stapelrecht), ein Schmugglerschiff aufbrachte. Nicolò Badoer, der Kommandant der Flotte, die zu diesem Zweck unterhalten wurde, kam bei Kämpfen ums Leben. Die Castropola fanden weder in Görz noch in Aquileia Verbündete, als Venedig Genugtuung verlangte. Es forderte die Castropola auf, die Mauern um den Hafen binnen 20 Tagen zu schleifen. Am 29. September 1318 mussten die Brüder der Republik Venedig Treue schwören, am 8. Februar 1319 kam es zum formalen Friedensschluss. Am Ende des Konflikts wurde 1319 als Podestà der Venezianer Giovanni Querini ernannt. Damit bündelte er die Gegenmacht der Popolaren gegen die Autokratie der Familie, die nur noch im Contado herrschte.
Der im selben Jahr zum Patriarchen erhobene Pagano della Torre erneuerte alle Titel und Ansprüche der Castropola. Als Görz und Aquileia miteinander in Streit gerieten, fürchteten Polesaner und Venezianer gleichermaßen einen Handstreich. Daher stattete Venedig die Stadt mit Waffen und Mannschaft aus. Auch befestigten die venezianischen Podestaten – 1326 bis 1327 G. Morosini, 1328 Giorgio Basilio, 1330 Orso Giustiniani – die Stadt verstärkt. Die Castropola versuchten das Kastell Barbana zurückzuerobern. Gegen die Görzer verbündeten sich die Castropola mit Friedrich von Veglia (Krk), der gegen 10.000 Lire Truppen stellen wollte. Dagegen wehrten sich die Popolaren von Pula, die die Castropola während einer Prozession am 29. März 1319 angriffen und zur Flucht zwangen, denn sie fürchteten, die Truppen seien nur ein Mittel, ihre alte Machtstellung wiederherzustellen. Die Castropola riefen vergeblich die Hilfe des Patriarchen und der Grafen von Görz an.
In dieser Situation beschloss eine Versammlung am 17. Mai 1331, Venedig die Unterwerfung der Stadt anzubieten. Bereits am 28. Mai wurde der entsprechende Vertrag in der Kanzlei im Dogenpalast unterzeichnet. Die Castropola blieben aus dem Friaul und aus Istrien verbannt.
Noch bevor Patriarch Pagano della Torre zu den Waffen greifen konnte, verstarb er am 18. Dezember 1332. Sein Stuhl blieb 19 Monate lang vakant. Sein Nachfolger schien ab 1334 erfolgreich zu sein. Im April 1335 erhob dagegen Venedig Giustiniano Giustiniani zum Capitano generale von Istrien, der Görz, die da Camino und Veglia hinter sich brachte. Der Patriarch musste einlenken, und am 15. Juli 1335 kam es zu einem Friedensvertrag. Gegen den Verzicht auf seine Rechte erklärte sich Venedig bereit, dem Patriarchen jährlich 225 Silbermark zu zahlen. 1335 zerstörten die Polesaner, um eine Rückkehr der Familie zu verhindern, das Kastell und den Turm über der Stadt.
Die Familie musste Istrien verlassen und in die Stadt Treviso ziehen, wo der andere Zweig der Familie ansässig war. Sie unterwarf sich Venedig und betätigte sich fortan im Interesse der Serenissima. Im Gegenzug erhielt sie den Titel Graf (Conte) zurück. Ihre Nachkommen wurden Magistrate und Capitane der Republik Venedig.